# 淡水漁人碼頭
淡水漁人碼頭（英語：Tamsui Fisherman's Wharf），法定名稱淡水第二漁港，是一個位於中華民國臺灣省新北市淡水區西端具有觀光景點的漁港，位在淡水河出海口東岸，是臺灣省島北部早期重要的漁業港口，鄰近沙崙海水浴場。

在臺北縣政府（今新北市政府）和中華民國行政院農業委員會的「漁港功能多元化」計畫下，第一期工程於2001年3月正式完工並對外開放，以其夕陽景色及新鮮的漁貨聞名，目前除了觀光休閒設施之外，仍然保有其漁業港口的功能。

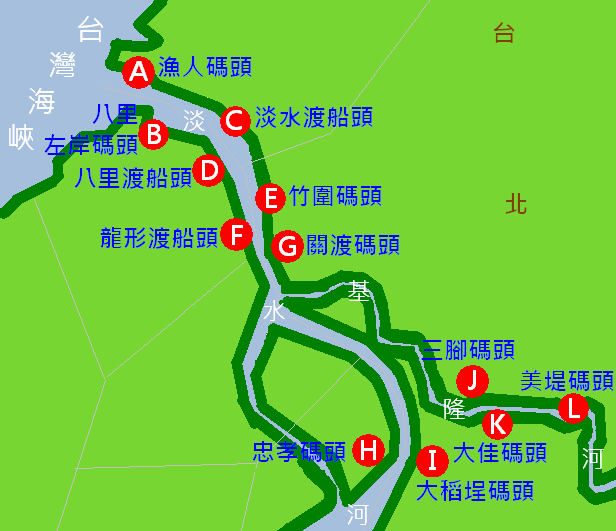
新北市周邊碼頭地理位置圖。
A：漁人碼頭
B：八里左岸碼頭
C：淡水渡船頭
D：八里渡船頭
E：竹圍碼頭
F：龍形渡船頭
G：關渡碼頭
H：忠孝碼頭
I：大稻埕碼頭
J：三腳渡船頭
K：大佳碼頭
L：美堤碼頭

附近有新北捷運淡海輕軌藍海線淡水漁人碼頭站，於2020年11月15日下午兩點通車。

## 周邊設施

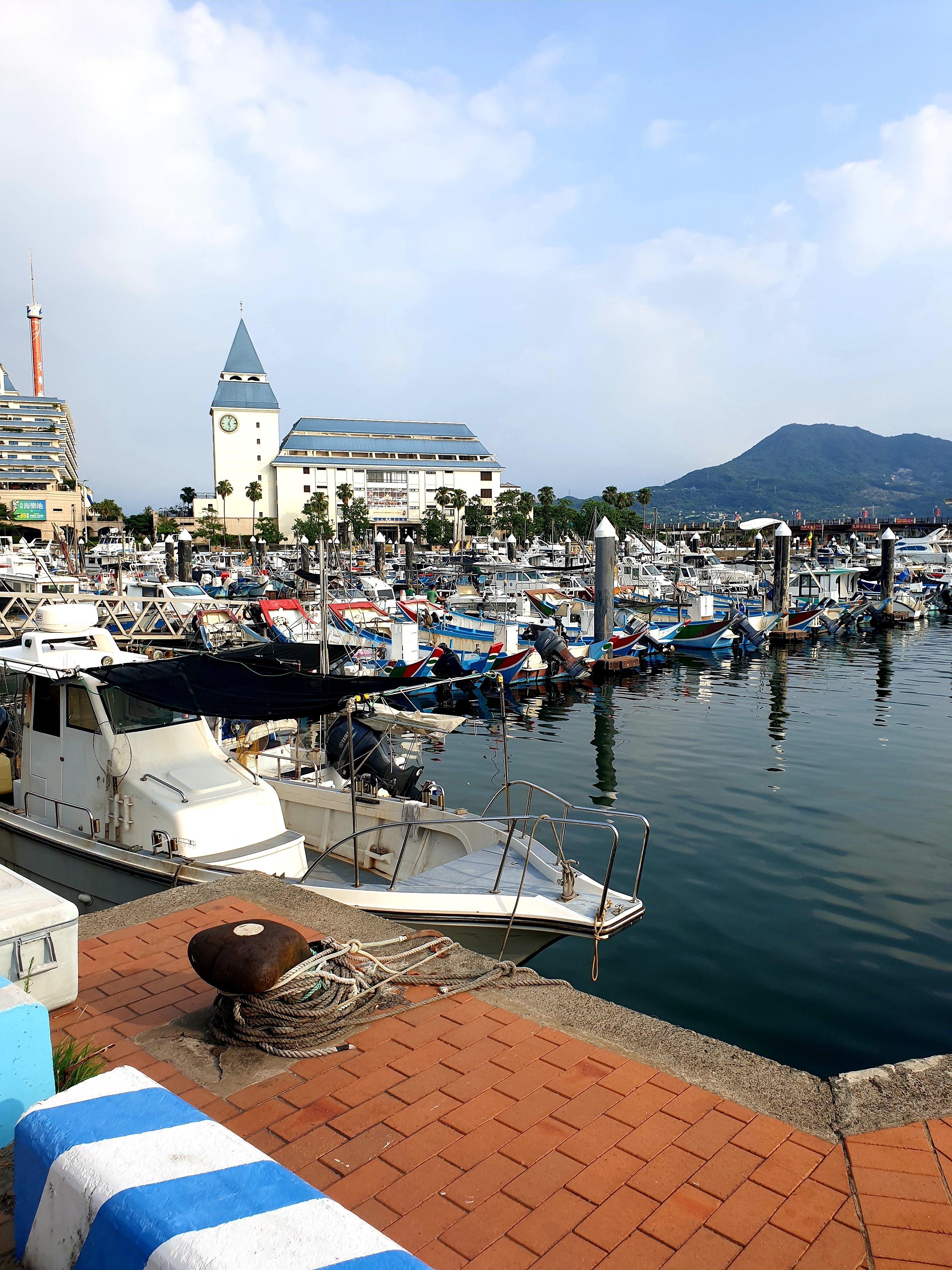
浮動碼頭

- 戶外草坪、雕塑公園
- 浮動漁船碼頭：

約可停泊150艘漁船或遊艇。
- 河岸觀景劇場平台：

最大能容納3,000名觀眾，可看見淡水河及觀音山。
- 木棧道：

樓高兩層，為遊客觀看夕陽之處；連通跨港大橋。一樓則為商店街。
- 淡水情人橋：

於2003年2月14日情人節當天正式啟用，故又稱情人橋。為一座白色的斜張橋，在橋上可欣賞夕陽景色，總長約196公尺，步行需時約3分鐘。
- 淡水觀光魚市：

一樓提供海產乾貨（如魚酥、魷魚乾）交易。在一樓魚市外另設連鎖超商營運；二樓設置餐飲店。
- 魚藏文化館：

介紹淡水漁業文化的藝文展示空間。
- 淡水情人塔：

為麗寶集團經營的觀光塔，塔高100公尺 360度環景。
- 福容大飯店及麗寶漁人碼頭廣場：

城堡造型，為淡水漁人碼頭地標建築。
- 滬水一方 漁人碼頭藝文空間：

位於麗寶漁人碼頭廣場三、四樓，提供藝文展演的空間。
- 淡水漁人碼頭站：

為新北捷運淡海輕軌藍海線的車站之一。

## 圖片集

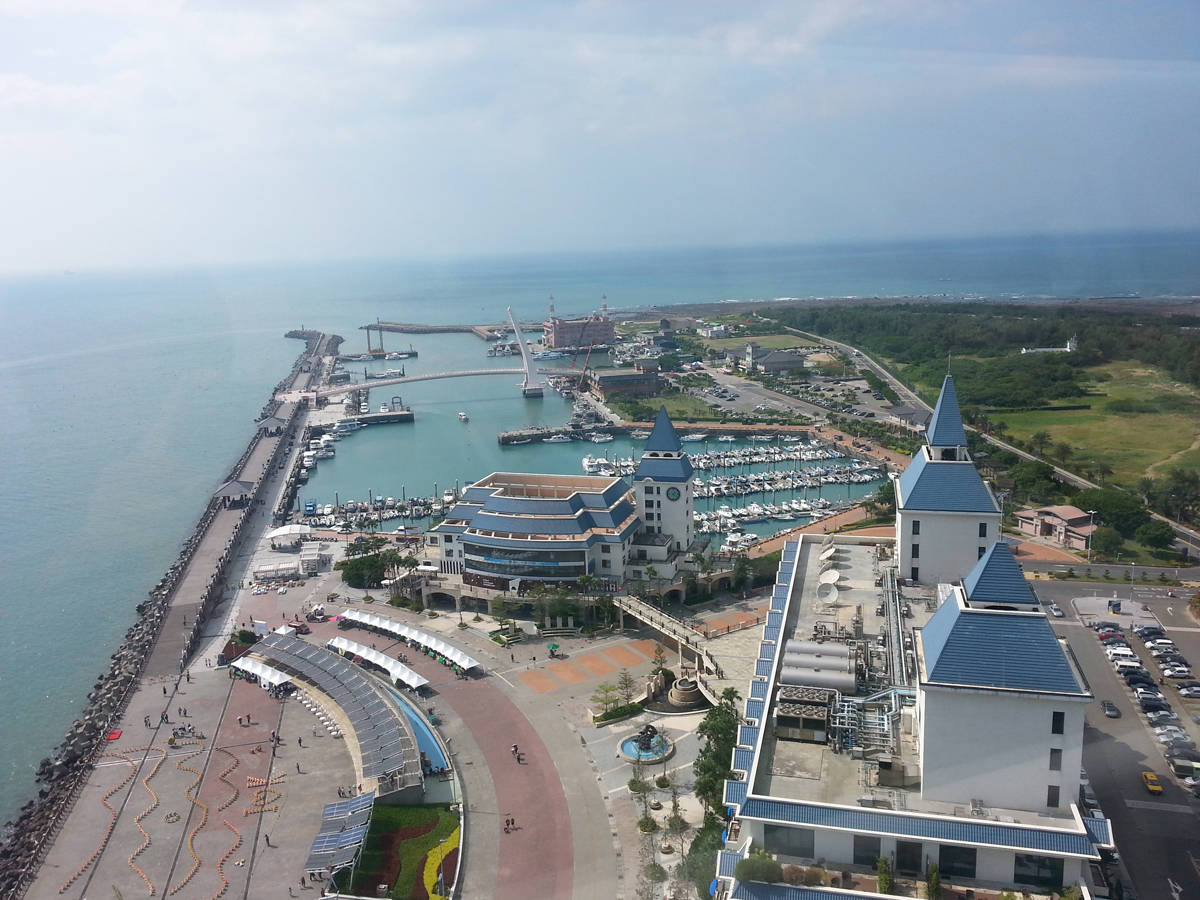
俯視淡水漁人碼頭
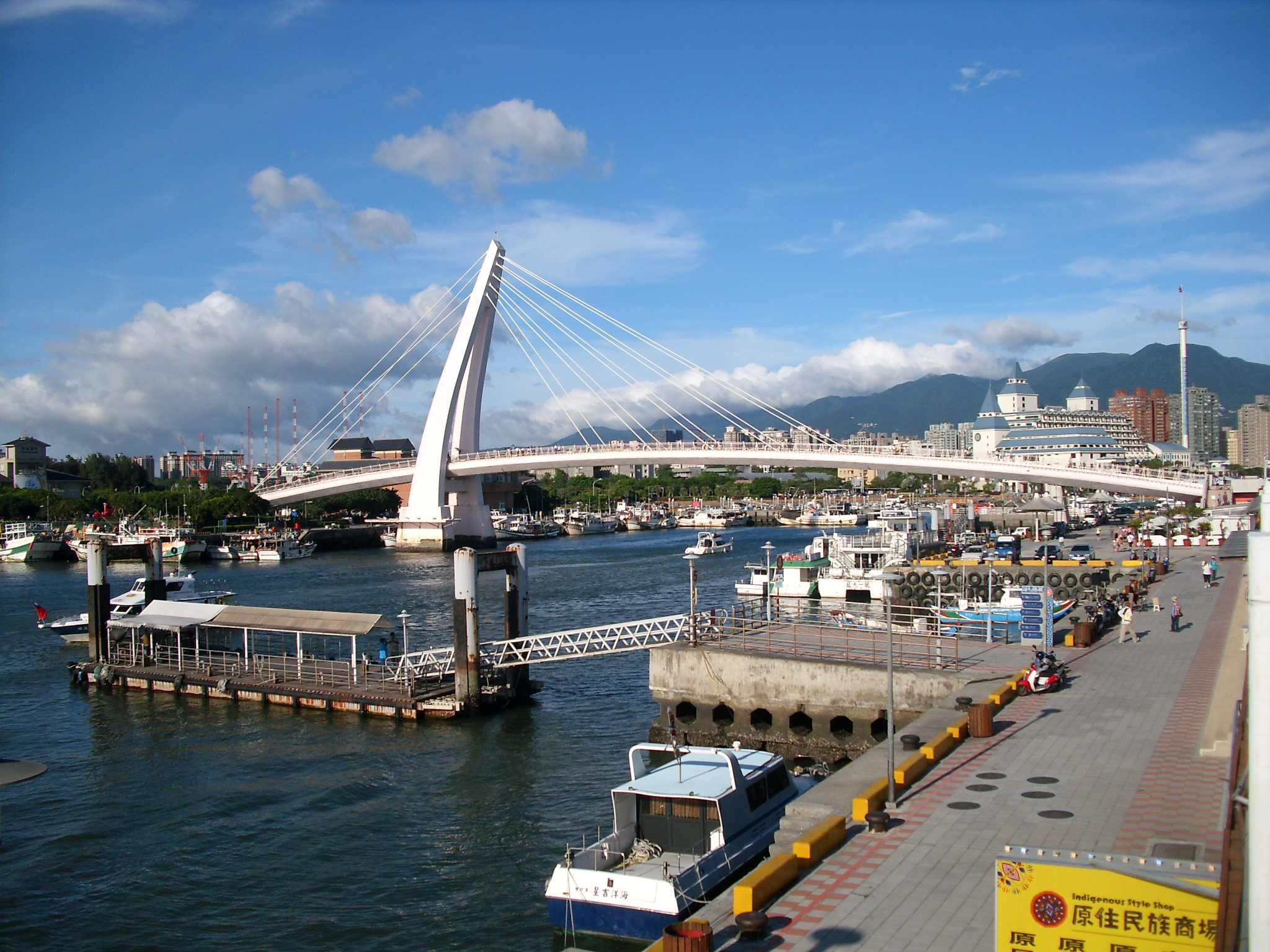
又名情人橋的跨港大橋
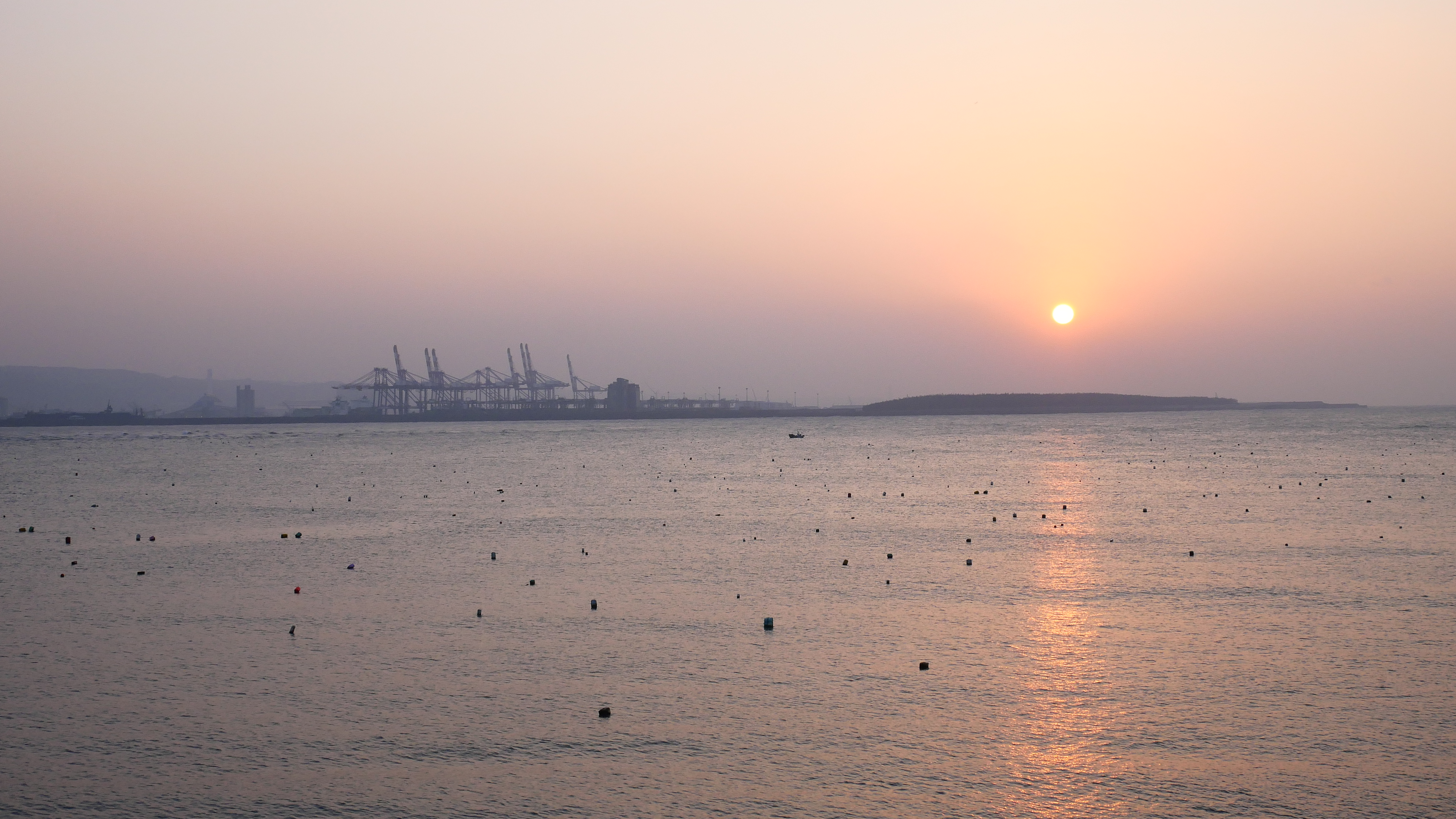
漁人碼頭的夕陽
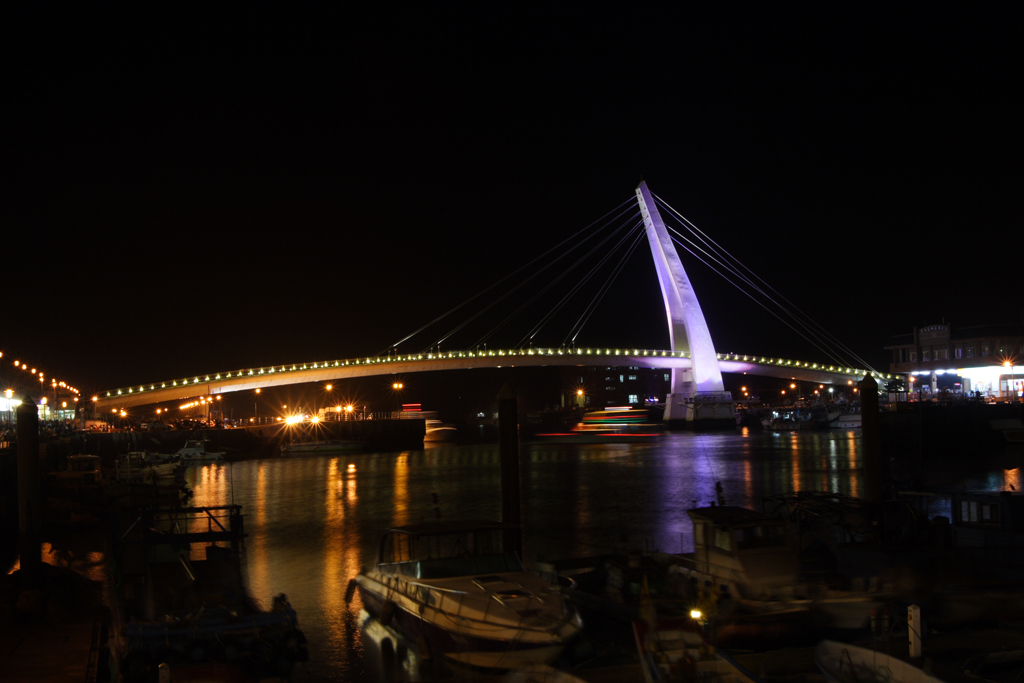

## 外部連結
- 淡水漁人碼頭  - 臺北旅遊網 （页面存档备份，存于）
- 淡水漁人碼頭(淡二漁港)  - 新北市觀光旅遊網 （页面存档备份，存于）
- 淡水漁人碼頭 - 交通部觀光局 （页面存档备份，存于）
- 淡水漁人碼頭 - 新北市立淡水古蹟博物館 （页面存档备份，存于）
- YouTube上的淡水漁人碼頭即時影像 Tamsui Fisherman's Wharf Live Camera  新北觀光即時影像—新北旅客 New Taipei Tour

25°10′58.9″N 121°24′38″E / 25.183028°N 121.41056°E